# Empis bistortae
Empis bistortae är en tvåvingeart som beskrevs av Johann Wilhelm Meigen 1822. Empis bistortae ingår i släktet Empis och familjen dansflugor. Inga underarter finns listade i Catalogue of Life.

## Bildgalleri

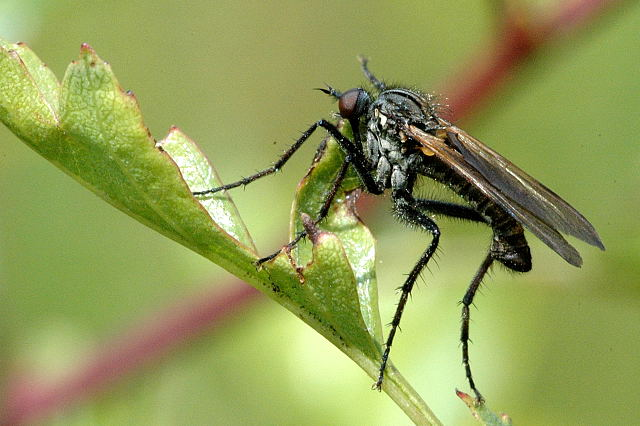
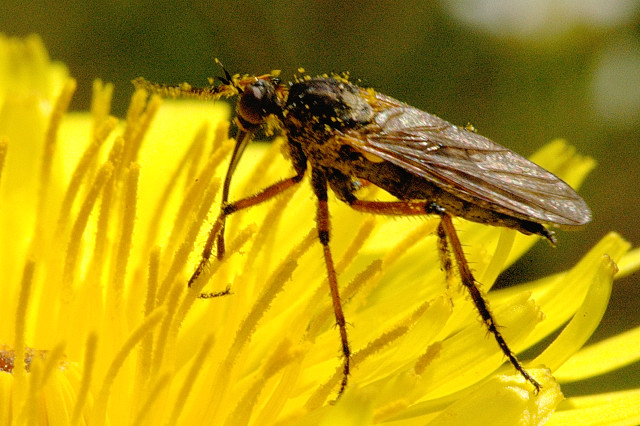
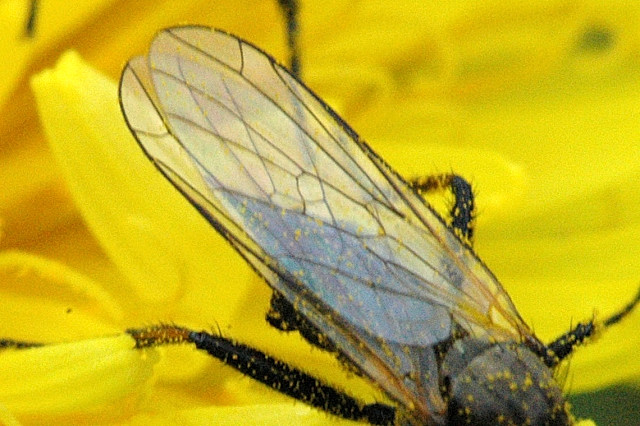